# Rindera caespitosa
Rindera caespitosa är en strävbladig växtart som först beskrevs av A. Dc., och fick sitt nu gällande namn av Bge. Rindera caespitosa ingår i släktet Rindera och familjen strävbladiga växter. Inga underarter finns listade i Catalogue of Life.